# Céline Orgelle Kentsop
Céline Orgelle Kentsop (Loum, 4 de mayo de 1970-Duala, 4 de septiembre de 2024), también conocida bajo el seudónimo de Mami Ton, fue una actriz camerunesa.

## Biografía
Nacida en Loum el 4 de mayo de 1970, Kentsop aspiraba a convertirse en enfermera cuando era niña. Sin embargo, al no poder alcanzar su sueño, se mudó a Douala en 1992 en busca de trabajo. Allí conoció a Flobert Tankou, quien la introdujo a la actuación. El director y productor Ebenezer Kepombia la introdujo al mundo del cine.
Kentsop se convirtió en embajadora de la Association des personnes préférées, en la que hizo campaña por los derechos de los amputados junto a su hija Mirette. Ella fue la viuda de Antoine Tohe, quien era conocido por sus imitaciones del presidente Paul Biya. Era madre de cuatro hijos y abuela de seis.
Kentsop murió de un derrame cerebral hemorrágico en Duala, el 4 de septiembre de 2024, a los 54 años de edad.

## Filmografía

### Película
- Consecuencias tribales (2018)[8]

### Televisión
- Foyer Polígamo (2005)
- Enemigo íntimo (2014)
- Reina Blanca (2016)
- Mujer autoritaria (2018)
- Habiba (2018)
- La nueva esposa (2020)

### Serie web
- La hija de Mamiton (2019)

## Distinciones
- Mejor actriz de Canal 2'Or (2011, 2013)[5]

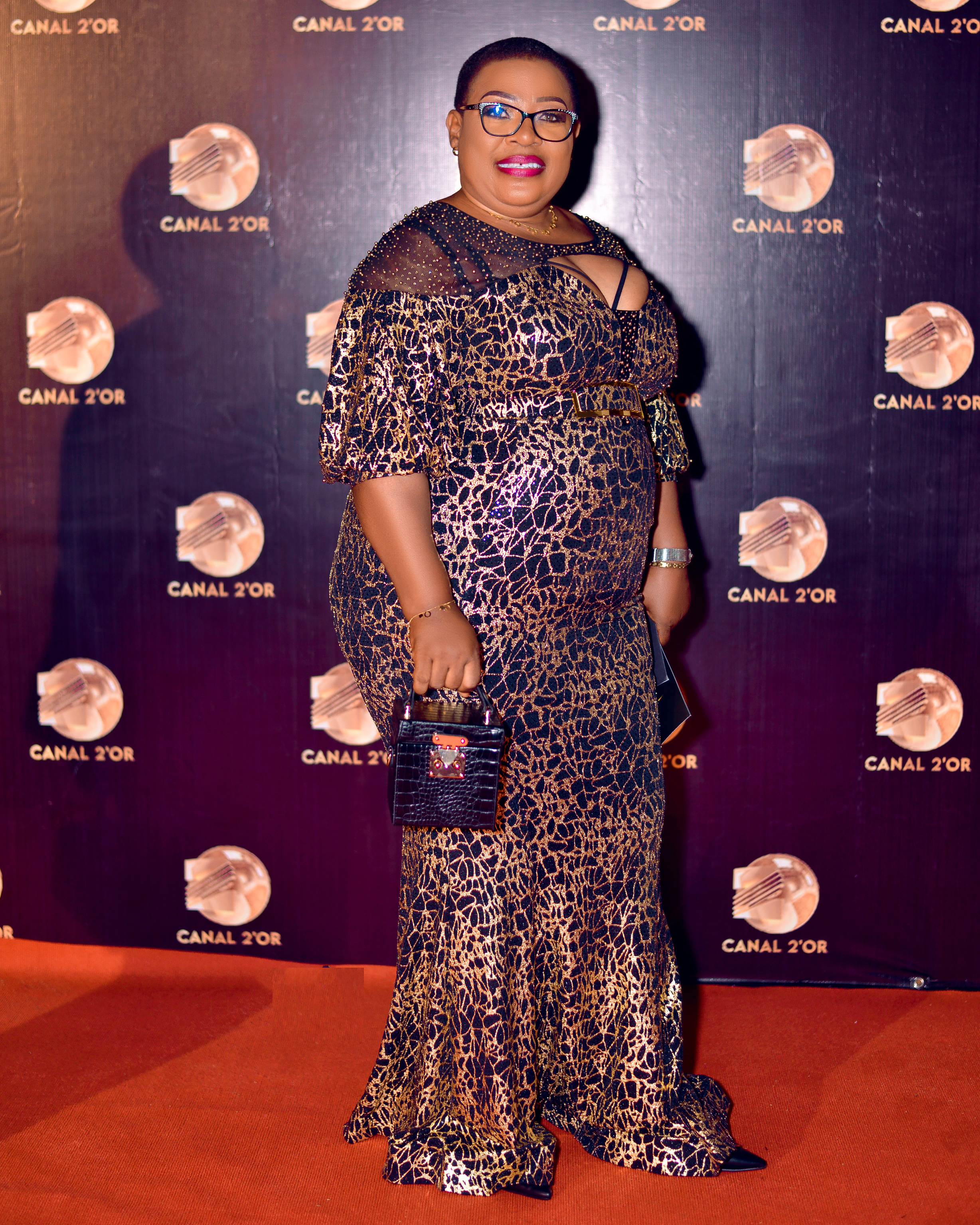
Mami Ton en los Premios del Canal 2'Or (2021).

- Premio Honorífico Sorpresa en el Festival Komane de Bafoussam [9]